# Киземшек (селище)
Киземше́к (каз. Қыземшек) — селище у складі Сузацького району Туркестанської області Казахстану. Адміністративний центр Киземшецької селищної адміністрації.
Селище засноване 1977 року при урановому родовищі Уванас, у Радянські часи називалось Степний.
Населення — 3658 осіб (2021; 3534 у 2009, 2614 у 1999).